# Helena Altenberg

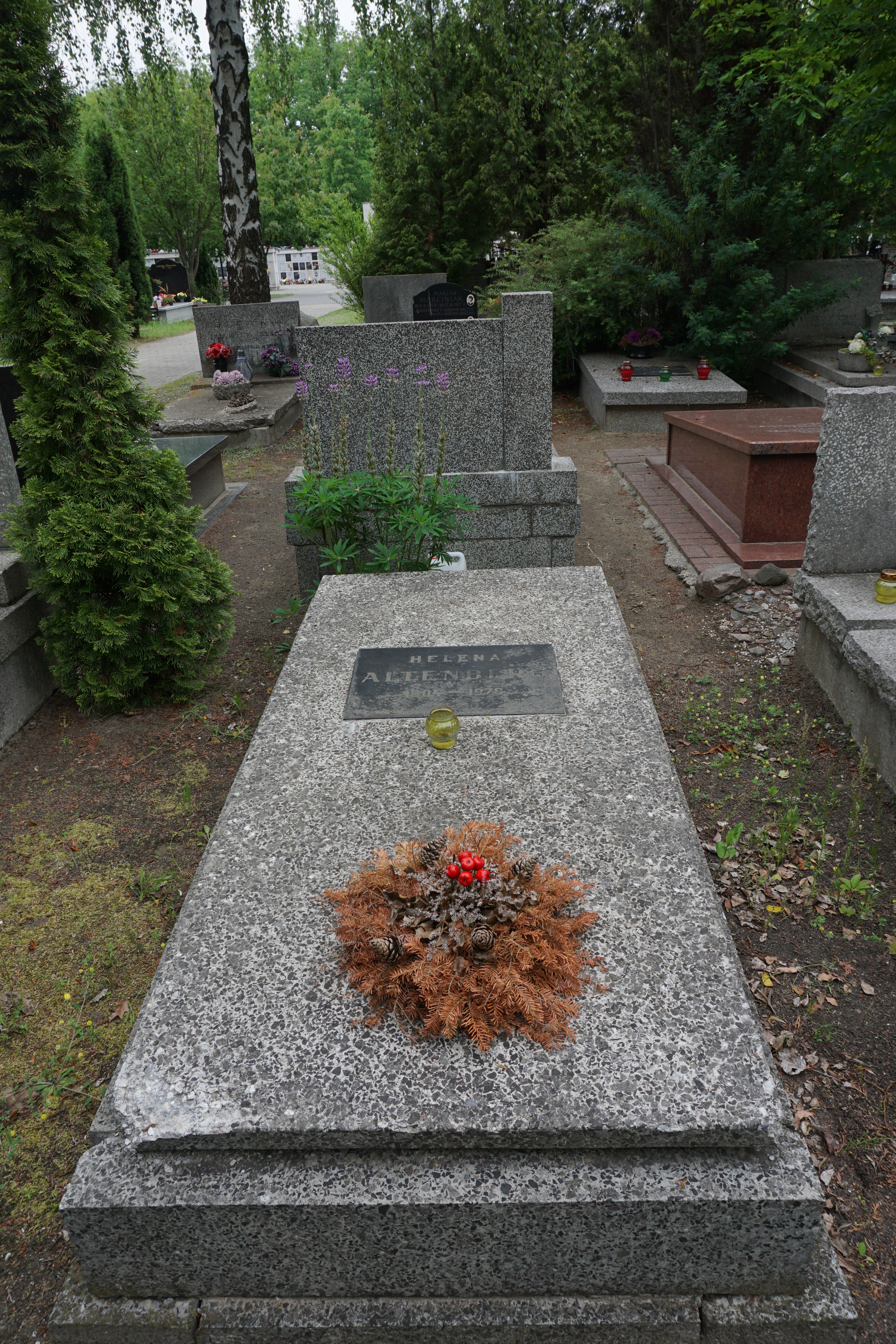
Grób Heleny Altenberg na cmentarzu komunalnym Północnym

Helena Chaja Altenberg (ur. 14 stycznia 1904 w Warszawie, zm. 22 listopada 1978 tamże) – polska działaczka komunistyczna żydowskiego pochodzenia, kapitan Służby Bezpieczeństwa.
Od 1924 członkini Komunistycznej Partii Polski. Po wybuchu II wojny światowej przebywała w Białymstoku, a po ataku III Rzeszy na Związek Radziecki w czerwcu 1941 uciekła do Kazachskiej SRR. W 1943 wstąpiła do Związku Patriotów Polskich w Moskwie. W latach 1944–1946 sekretarz i następnie kierownik wydziału personalnego Centralnej Szkoły Partyjnej PPR w Łodzi. W latach 1946–1961 pracownik (starszy instruktor propagandy) w Ministerstwie Bezpieczeństwa Publicznego i następnie w Ministerstwie Spraw Wewnętrznych. 
W latach 1954-1955 oddelegowana do pracy w polskiej misji w Komisji Nadzorczej Państw Neurtralny w Korei, na stanowisku zastępcy kierownika  Grupy Inspekcyjnej Państw Neutralnych. 
Odznaczona Krzyżem Kawalerskim Orderu Odrodzenia Polski. Zmarła w Warszawie. Jest pochowana na cmentarzu komunalnym Północnym na Wólce Węglowej (kwatera E-IV-2, rząd 4, grób 19).